# 이치마다 히사토
이치마다 히사토(일본어: 一万田 尚登, 1893년 8월 12일~1984년 1월 22일)는 5선 중의원 의원을 역임한 일본의 정치인이다.

## 생애
1893년 8월에 오이타현 오이타군 노쓰하루촌(현: 오이타시)에서 태어났다. 그의 가문은 오토모씨의 분가로 대대로 오토모씨의 중신으로 있었다. 이치마다는 구제 오이타현립 오이타 중학교와 구제 제오고등학교를 거쳐 1918년에 도쿄 제국대학(현: 도쿄 대학) 법과대학 정치학과를 졸업했다.
대학을 나온 후 일본은행에 입행하여 30년 가까이 지난 1944년에는 이사에 취임했다. 총재였던 아라키 에이키치가 공직 추방을 당하자 1946년 제18대 총재가 되었다. 취임 이후 연합군 최고사령부 사령관 더글러스 맥아더를 만나 "일본 경제의 실정을 알아줬으면 한다. 있는 그대로를 얘기할 것인데 마음에 들지 않는 부분은 흘려들어도 좋다"라며 솔직하게 말했고 이를 계기로 맥아더와 신뢰를 쌓을 수 있었다. 인플레이션을 억제하면서 전쟁으로 무너진 일본 경제를 재건하기 위해 일본은행은 금융 부분에서 막대한 권위를 행사했다. 이는 이치마다의 정치력 덕분에 가능했던 것으로 이에 세간에선 이치마다를 교황청에 비견해 법왕이라 불렀다.
이후에도 일은은 전후 일본의 금융 정책을 총괄했는데 이치마다가 재임 기간에 정책위원회를 일은의 산하 기구로 만들고 총재가 의장을 겸하는 등의 정치력을 발휘한 덕분이었다. 하지만 이치마다가 물러난 이후 이케다 하야토와 야마기와 마사미치 등이 주도해 「일본은행법」이 개정된 뒤에는 대장성과 통산성의 권능이 커졌고 신설된 일본수출입은행이 수출 보조금 할당권을 가져가면서 일은의 역할이 많이 줄어들었다.
1951년에 총리대신 요시다 시게루, 대장상 이케다 등과 함께 전권위원으로 미국에 가서 샌프란시스코 강화조약 체결에 참여했다. 1954년에 총재에서 물러났으며 후임으로는 공직 추방으로 물러났던 전임 총재 아라키가 재취임했다.
총재에서 물러난 직후 이치마다는 제1차 하토야마 이치로 내각에 대장상으로 입각했다. 정재계의 실력자로 군림하던 히다 다쿠지의 추천 덕분이었는데 민간인 각료로는 마지막 대장상이 되었다. 재임 중인 1955년에 총선이 실시되자 하토야마 이치로의 일본민주당에 입당해 출마하여 당선돼 중의원 의원이 되었다. 그리고 1955년에 출범한 제2차 하토야마 이치로 내각에서 대장상에 유임됐다.
같은 해 보수합동이 이루어져 자유민주당이 창당되자 이에 참여했고 이후 제3차 하토야마 이치로 내각이 출범한 뒤에도 대장상으로 남았다. 1956년 12월 이시바시 내각이 출범하면서 대장상에서 물러났다가 1957년 7월 제1차 기시 내각 (개조)에서 다시 대장상을 맡았다. 이후 디플레이션 정책을 실시해 물가를 억제하기 위해 노력했으며 1958년 6월 제2차 기시 내각 출범과 함께 대장상에서 물러났다.
1962년 11월 오이타현청사 건축 자금으로 10만 엔을 기부했고 이로 인해 1964년 4월에 감수포장을 수훈했다. 1965년 봄에는 훈1등 서보장을 수훈했다. 1969년 중의원 해산이 이루어지자 총선에 불출마한 채 정계를 은퇴했다.
1984년 심부전으로 사망했다. 향년 90세. 사후에 훈1등 욱일대수장을 추증받고 정3위에 추서됐다.

## 역대 선거 기록
|  | 22.6% |

|  | 20.4% |

|  | 16.3% |

|  | 18.6% |

|  | 15.2% |

| 전임 아라키 에이키치 | 제18대 일본은행 총재 1946년 6월 1일~1954년 12월 10일 | 후임 아라키 에이키치 |

| 전임 오가사와라 산쿠로 | 제58·59·60대 대장대신 1954년 12월 10일~1956년 12월 23일 | 후임 이케다 하야토 |

| 전임 이케다 하야토 | 제63대 대장대신 1957년 7월 10일~1958년 6월 12일 | 후임 사토 에이사쿠 |